# سهره کاسین
سهره کاسین (نام علمی: Haemorhous cassinii) یک پرنده در تیرهٔ سهرگان (Fringillidae) است. این گونه و دیگر «سهره‌های گلی آمریکایی» در سردهٔ Haemorhous جای دارند.
زیستگاه زادآوری آنها جنگل‌های مخروطی در کوه‌های غرب آمریکای شمالی تا شمال نیومکزیکو و آریزونا، همچنین کالیفرنیای جنوبی در نزدیکی باخا کالیفرنیا است. آنها در مخروط‌های بزرگ آشیانه می‌سازند. آنها در زمستان به ارتفاعات پایین‌تر حرکت می‌کنند.
این پرنده به افتخار جان کاسین، که متصدی آکادمی علوم طبیعی فیلادلفیا بود، نام‌گذاری شد.